# Serooskerke (Schouwen-Duiveland)
Serooskerke (51° 42′ N, 3° 49′ L) é uma cidade dos Países Baixos, na província de Zelândia. Serooskerke (Schouwen-Duiveland) pertence ao município de Schouwen-Duiveland, e está situada a 27 km, a nordeste de Middelburg.
Em 2001, a cidade de Serooskerke tinha 225 habitantes. A área urbana da cidade é de 0.074 km², e tem 99 residências. 
A área de Serooskerke, que também inclui as partes periféricas da cidade, bem como a zona rural circundante, tem uma população estimada em 300 habitantes.